# Centromochlus reticulatus
Centromochlus reticulatus är en fiskart som först beskrevs av Mees, 1974.  Centromochlus reticulatus ingår i släktet Centromochlus och familjen Auchenipteridae. IUCN kategoriserar arten globalt som livskraftig. Inga underarter finns listade i Catalogue of Life.